# Leaburu
Leaburu település Spanyolországban, Gipuzkoa tartományban. Leaburu Altzo, Tolosa, Ibarra, Belauntza, Gaztelu és Lizartza községekkel határos. Lakosainak száma 389 fő (2024).

## Népesség
A település népessége az utóbbi években az alábbiak szerint változott:
| Lakosok száma | 361  | 369  | 375  | 386  | 383  | 373  | 364  | 372  | 380  | 389  |
|               | 2001 | 2004 | 2006 | 2009 | 2011 | 2014 | 2016 | 2019 | 2021 | 2024 |